# Ansco

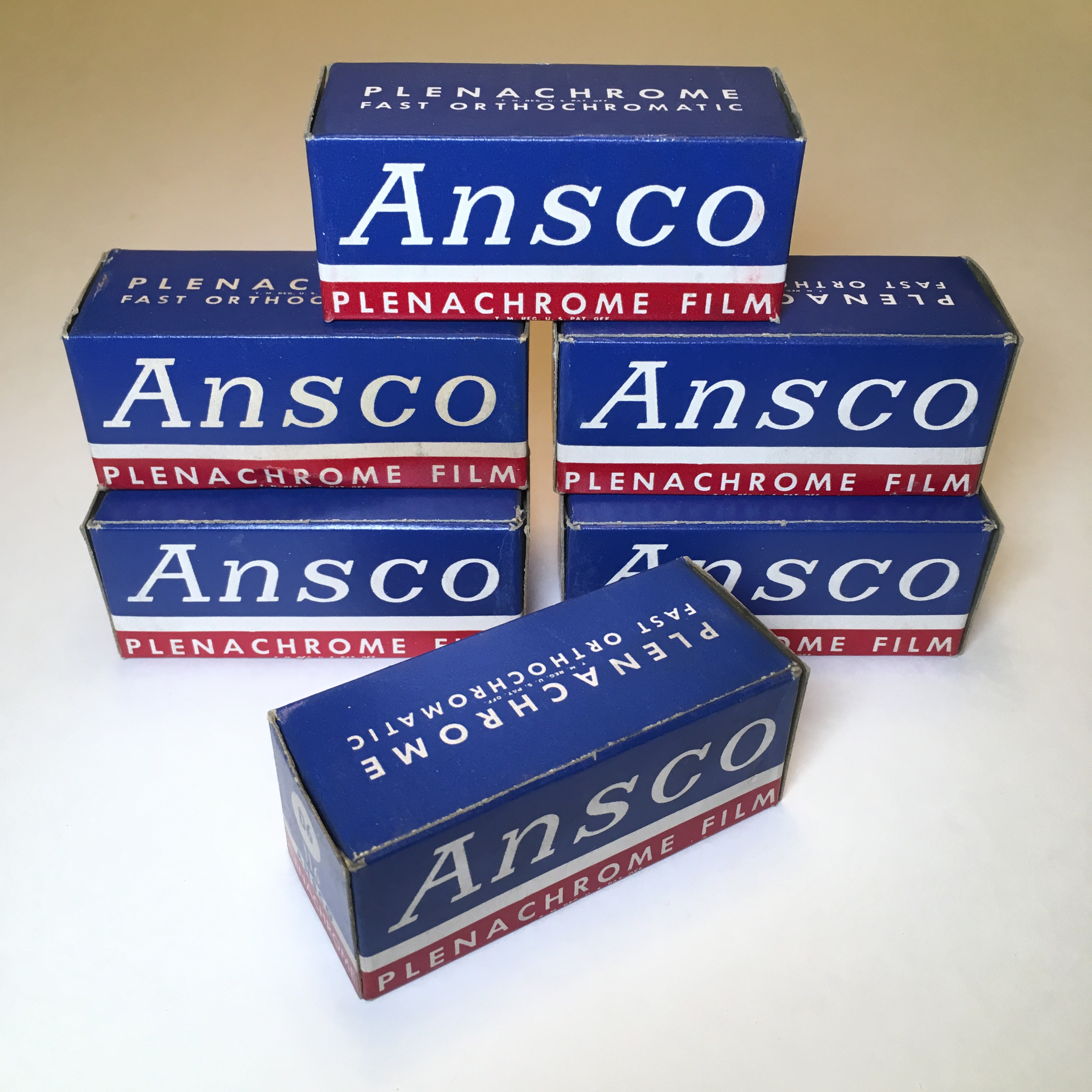
Films photographiques Ansco.

Ansco est la marque d'une société américaine de photographie basée à Binghamton, New York, qui a produit des films photographiques, du papier photo et des appareils photo depuis la fin du XIXe siècle jusque dans les années 1980.

## Historique

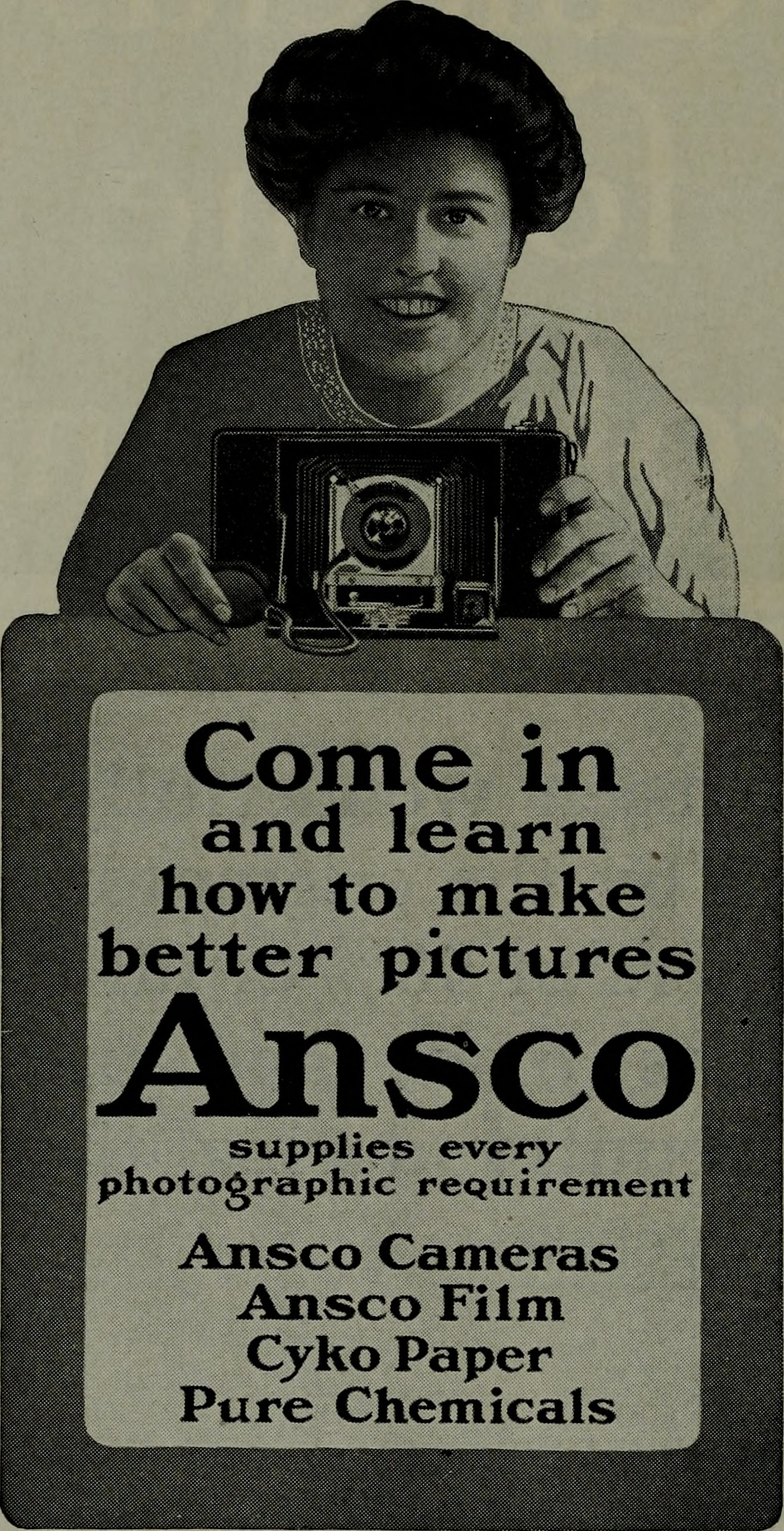
Réclame pour Ansco (1912).

En 1896, la compagnie Wescott Photo Specialty, fondée par  Melvin DeVer Westcott, fabrique du papier photographique au 170 Washington Street à Binghamton. En 1900, le nom est changé en  Monarch Paper Company. En 1901, Anthony & Scovill Company est issu de la fusion de E. & H. T. Anthony & Co. et de the Scovill & Adams Co. En 1905, Columbia Photo Paper Company est rachetée par Anthony & Scovill. En 1907, Anthony & Scovill change de nom pour devenir Ansco (issu du début des noms Anthony et Scovill).
En 1928, Ansco fusionne avec Agfa qui devient Agfa-Ansco. La société est récompensée par deux Oscars techniques en 1935 et 1937. En 1944, Agfa-Ansco disparait à cause de ses liens avec l'industrie allemande, et redevient simplement Ansco. Après la guerre, Ansco est dirigée par T. Keith Glennan, et produit en particulier des films couleur pour le cinéma. Le procédé Ansco color, renommé Anscochrome, était nettement plus rapide que celui du concurrent Kodak. En 1978, la marque est vendue à une société de Hong-Kong, Haking Enterprises Ltd.

## Galerie

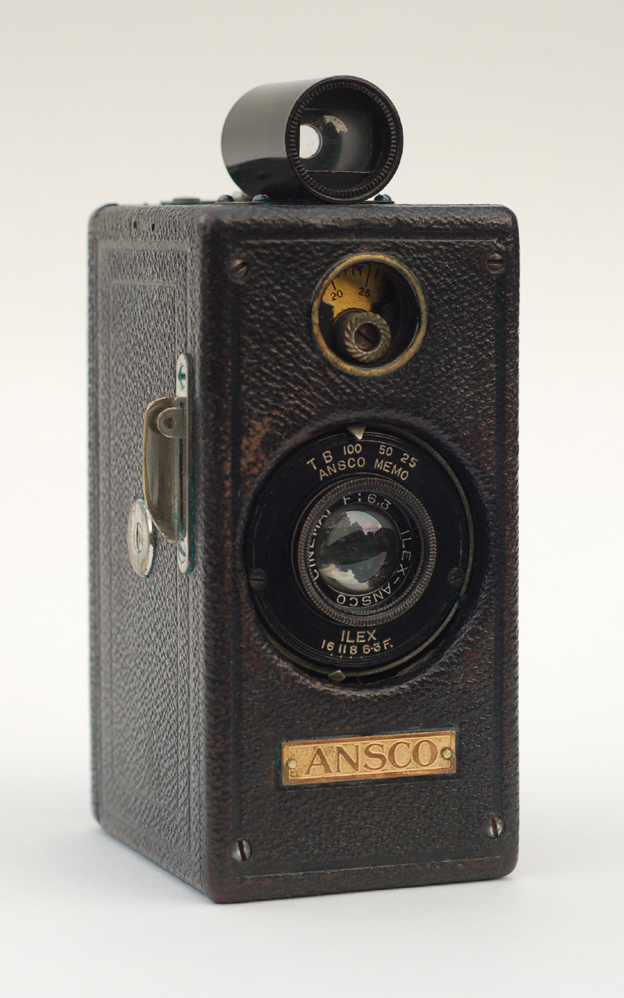
Boitier Ansco 35 mm.
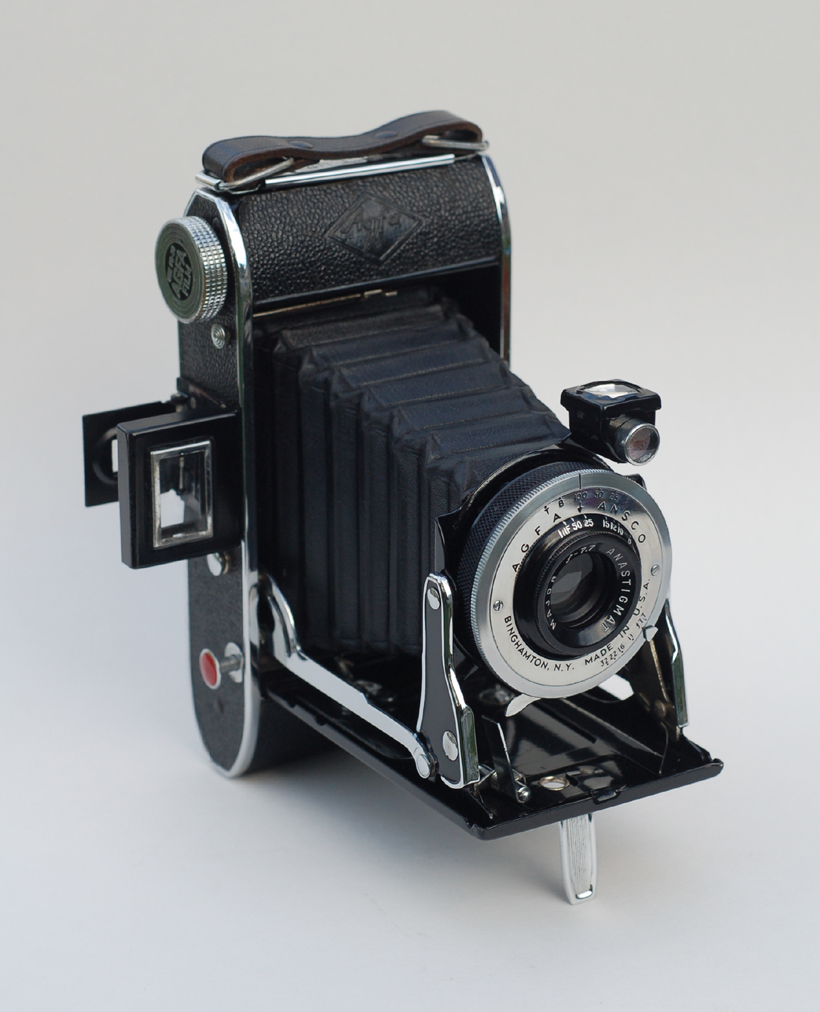
appareil photo Agfa-Ansco.
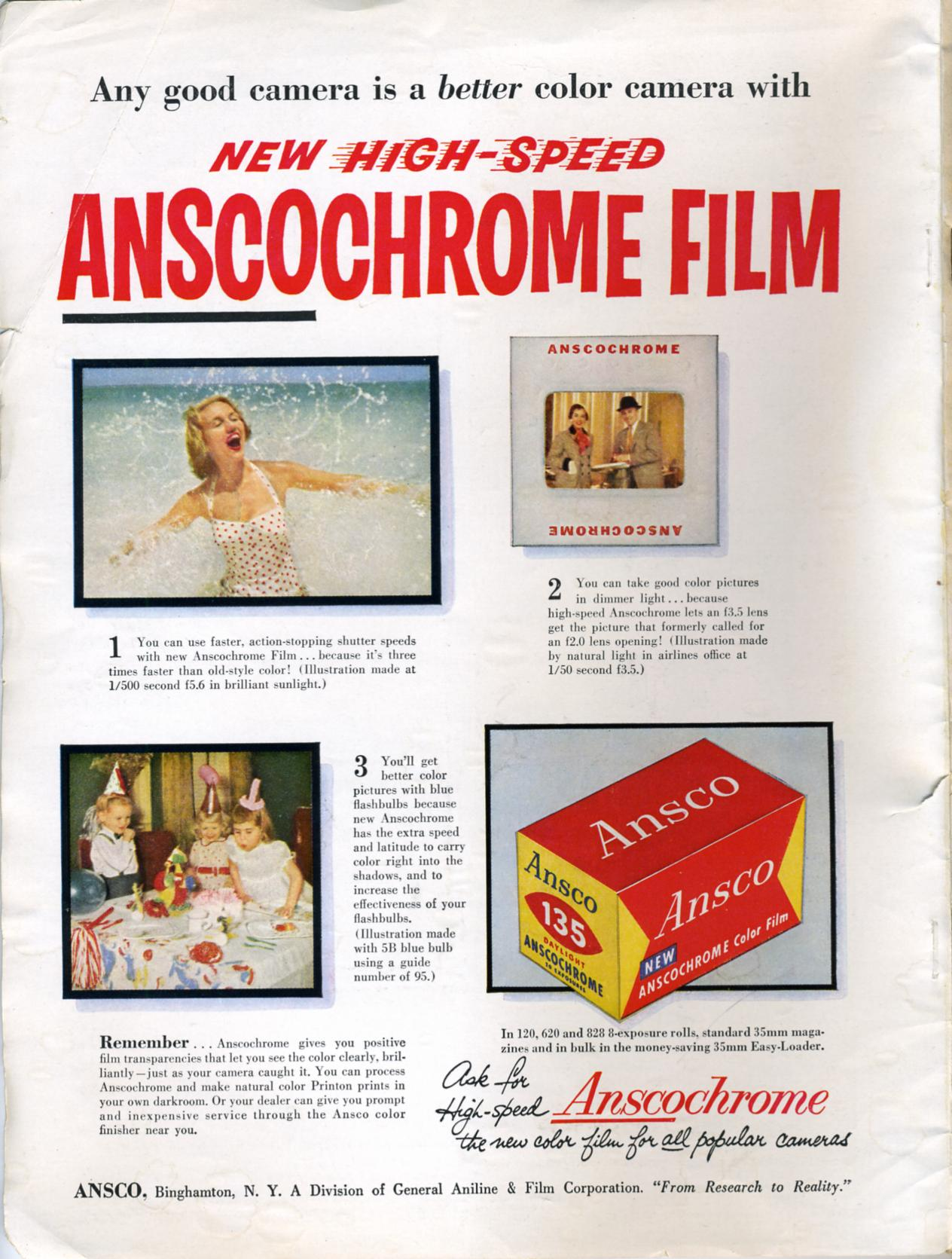
Réclame pour une pellicule Ansco en 1954.
Diapositive Anscochrome datant de 1960.
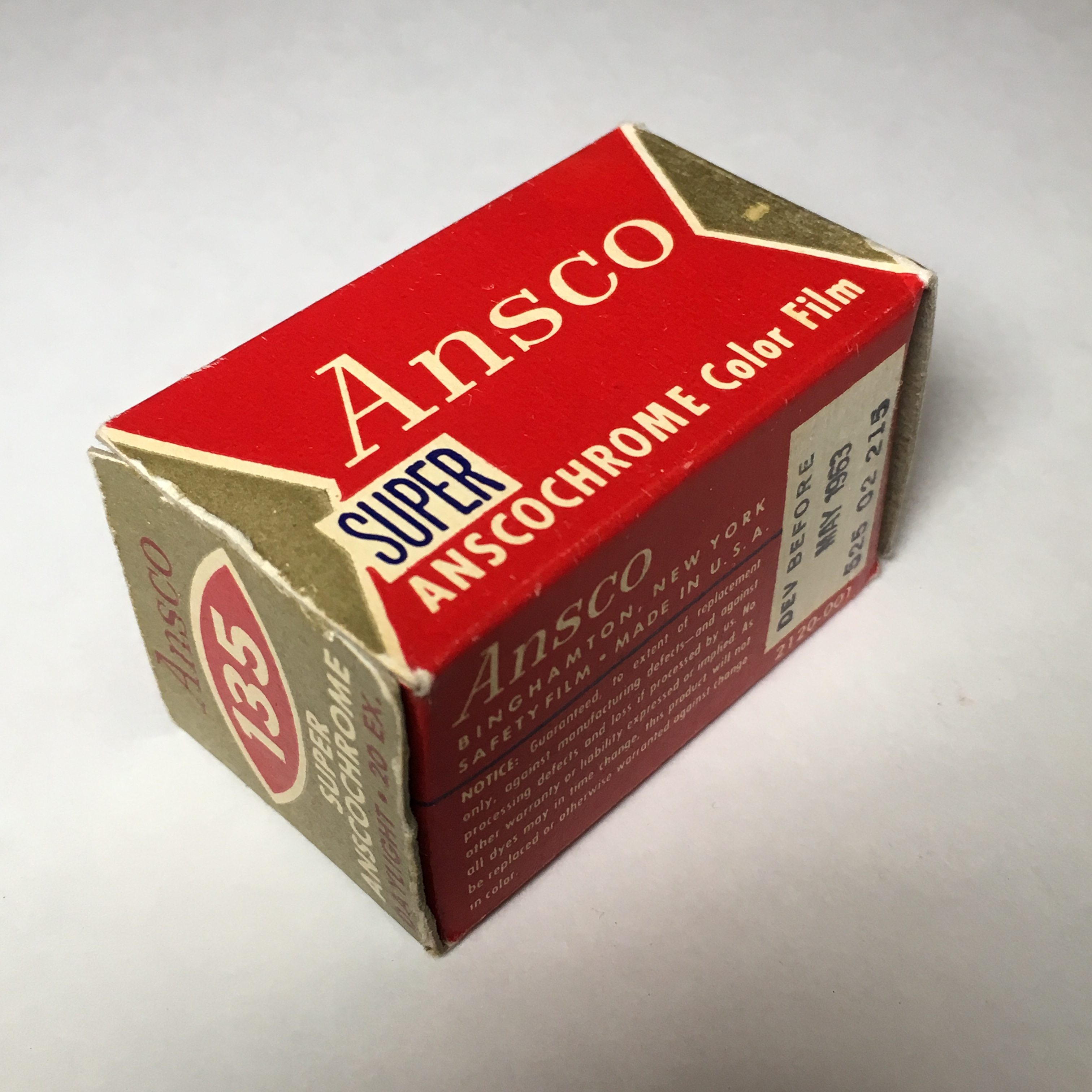
Film Anscochrome de 1963.